# Adolf Glatz
Adolf Glatz (* 28. Oktober 1841 in Basel; † 14. August 1926 in Wängi) war ein Schweizer Pädagoge und Gründer des Realschülerturnvereins Basel (RTV) und des F.C. Old Boys Basel.

## Leben
Adolf Glatz wurde am 28. Oktober 1841 als Sohn des Lehrers Peter Glatz und der Elisabeth, geborene Gysi, in Basel geboren. Zunächst absolvierte Glatz eine Ausbildung zum Dessinateur. Mit 21 Jahren trat er in das Lehrerseminar Schiers ein. Danach arbeitete er als Turnlehrer am Seminar von Grandchamp in der Gemeinde Boudry sowie im Zürcher Waisenhaus. Zuletzt wirkte Glatz in den Jahren 1869 bis 1914 als Turnlehrer an der Oberen Realschule Basel sowie als Leiter von Fachkursen zur Ausbildung von Turnlehrern. Daneben war er ab 1859 Mitglied des Bürgerturnvereins, später Vorturner und Kunstturner.
Adolf Glatz, der 1870 Karolina, geborene Bosshart, ehelichte, verstarb am 14. August 1926 im Alter von 84 Jahren in Wängi.

## Wirken
Adolf Glatz gründete im Jahre 1879 den Realschülerturnverein Basel (RTV). 1890 führte er das Fussballspiel in den Turnbetrieb der Realschule ein. Im Jahre 1894 gründete er mit Altmitgliedern des RTV den Fussballklub Old Boys. Auf Anregung von Glatz wurde 1897 das bisher freiwillige Turnen in den Stundenplan für Lehramtsschüler aufgenommen. Adolf Glatz verstand sich als Erzieher, der mit Turnen, Spielen, Wandern und Singen das Gute im Menschen fördern wollte. Bis ins Jahr 1913 war «Papa Glatz», wie er liebevoll genannt wurde, für den RTV aktiv.

## Weblink
- Publikationen von und über Adolf Glatz im Katalog Helveticat der Schweizerischen Nationalbibliothek

| Personendaten    | Personendaten      |
| ---------------- | ------------------ |
| NAME             | Glatz, Adolf       |
| KURZBESCHREIBUNG | Schweizer Pädagoge |
| GEBURTSDATUM     | 28. Oktober 1841   |
| GEBURTSORT       | Basel              |
| STERBEDATUM      | 14. August 1926    |
| STERBEORT        | Wängi              |